# Stjärnorna spänner en båge
Stjärnorna spänner en båge är en psalm med text skriven 1972 av Göran Bexell. Musiken är skriven 1974 av Roland Forsberg.

## Publicerad som
- Nr 842 i Psalmer i 90-talet under rubriken "Kyrkans år".